# Passaport de l'Autoritat Nacional Palestina
El passaport de l'Autoritat Palestina (àrab: جواز سفر للسلطة الفلسطينية, jawāz safar li-ṣ-Ṣulṭa al-Falisṭiniyya) és un passaport emès des de l’abril de 1995 per l'Autoritat Palestina als residents palestins dels territoris palestins amb la finalitat de viatjar internacionalment.
El passaport de l'Autoritat Palestina està disponible per a qualsevol persona que presenti un certificat de naixement que demostri que ha nascut a Palestina. El que constitueix "Palestina" per a aquest propòsit no és clar. A la pràctica, només poden sol·licitar-ho els residents de les zones sota jurisdicció de l'Autoritat Palestina. Tampoc és clar si els palestins nascuts fora de Palestina poden sol·licitar el passaport.
No obstant això, l'emissió de passaports està subjecta a restriccions addicionals imposades pel govern israelià. Israel afirma que el requisit està permès per a les necessitats de seguretat en virtut de l'Acord provisional.

## Història

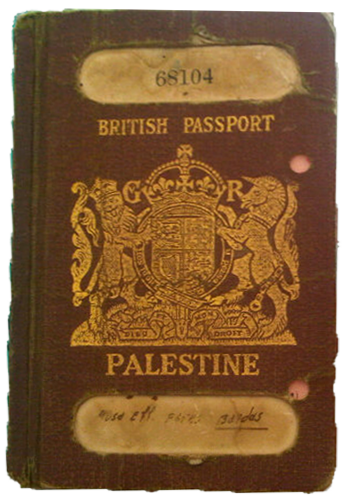
Passaport palestí obligatori, emès per les autoritats britàniques entre 1924 i 1948

Entre 1924 i 1948, el terme "passaport palestí" es referia als documents de viatge que estaven disponibles per als residents de la Palestina sota Mandat Britànic. Emesos per l'Alt Comissionat per a Palestina, portaven el següent encapçalat oficial: "Passaport britànic, Palestina". Aquests passaports van deixar de ser vàlids amb la finalització del domini britànic el 15 de maig de 1948. Es van oferir passaports israelians i jordans als antics habitants del Mandat Britànic segons la ciutadania que van adquirir després de la guerra àrab-israeliana de 1948. Un nombre important d'àrabs palestins, especialment a la franja de Gaza i els que es van refugiar a Síria i Líban, van seguir sent apàtrides, ja que Egipte, Síria i Líban no els van permetre integrar-se com a ciutadans.
El Govern de Tota Palestina, controlat per Egipte, va emetre passaports de "Tota Palestina" entre 1949 i 1959 als residents palestins de la Franja de Gaza i Egipte. No obstant això, als titulars dels passaports no se'ls permetia circular lliurement per Egipte. Mentrestant, Transjordània es va annexionar Cisjordània i els residents palestins de Cisjordània es van convertir en ciutadans de Jordània i van tenir dret a un passaport jordà.

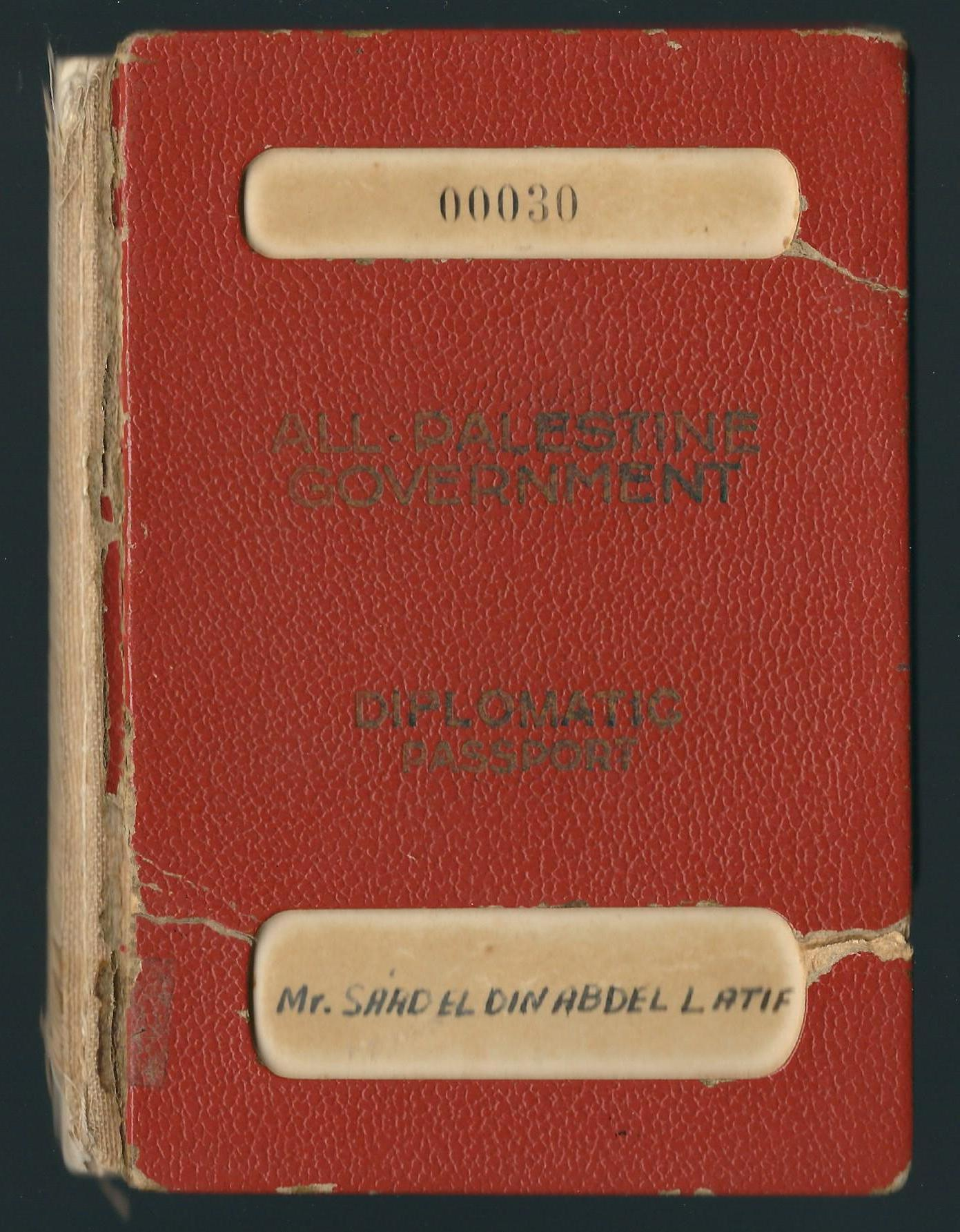
Portada d’un passaport diplomàtic de Tota Palestina del 1962.

Després de la Guerra dels Sis Dies de 1967, en què Israel va arrabassar Cisjordània des de Jordània, els àrabs palestins que hi vivien van continuar tenint dret a sol·licitar passaports jordans i a viure a Jordània. Els refugiats palestins que vivien a Jordània també eren considerats ciutadans jordans de ple dret. El juliol de 1988, Jordània va trencar tots els vincles legals i administratius amb Cisjordània. Qualsevol palestí que visqués a Jordània seguiria sent ciutadà jordà, però els residents de Cisjordània no.
Jordània va continuar expedint passaports als palestins a Cisjordània, però només eren per a viatges i no com a indicació de ciutadania. Als palestins de Cisjordània que tenien passaports jordans regulars se'ls van emetre uns de temporals quan expiraven els antics, i l'entrada dels palestins a Jordània es va limitar en el temps i es va considerar exclusivament per a fins turístics.
El 2 d'abril de 1995, dos anys després dels Acords d'Oslo de 1993, l'Autoritat Palestina va començar a emetre passaports de l'Autoritat Palestina a les zones autogovernades de Gaza i Jericó. Aquests passaports conservaven el número d'identificació personal de l'Administració civil israeliana.

## Implicacions del passaport
Els palestins consideren el passaport com un "símbol crucial de nacionalitat". El reconeixement dels passaports per part d'altres països ha estat citat com a prova del reconeixement de l'Estat de Palestina i/o de la nacionalitat i ciutadania palestines.
A partir de 1997, els passaports palestins no es van emetre en nom de l'Estat de Palestina. Alguns països, inclosos els Estats Units, reconeixen els passaports de l'Autoritat Palestina com a documents de viatge, tot i que el reconeixement dels passaports no implica el reconeixement de la ciutadania, ja que no són emesos per un govern que ells reconeguin. Egipte, Jordània i els Emirats Àrabs Units només han indicat (al maig del 2002) que els passaports, juntament amb visats vàlids o altres documents necessaris, permetrien als seus titulars viatjar als seus països.

## Nota de passaport
El document conté una nota a la segona pàgina (a l'interior de la portada) que diu:
AQUEST DOCUMENT DE PASSAPORT / VIATGE S'EXPEDEIX [sic] EN VIRTUT L'ACORD D'AUTOGESTIÓ PALESTÍ CONFORMEMENT L'ACORD D'OSLO SIGNAT A WASHINGTON EL 13/9/1993. ES PREGA A QUI ELS CORRESPONGUI QUE PERMETIN AL PORTADOR D'AQUEST PASSAPORT/DOCUMENT DE VIATGE TRANSITAR LLIUREMENT SENSE TRAVES NI OBSTACLES I QUE LI PRESTIN L'ASSISTÈNCIA I LA PROTECCIÓ QUE SIGUIN NECESSÀRIES.